# 토루가르트 고개

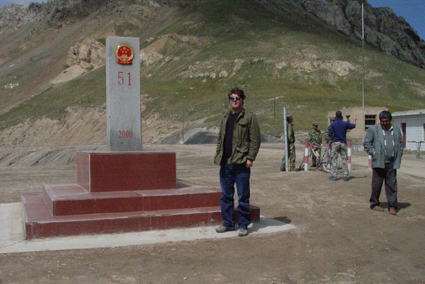

토루가르트 고개(Torugart Pass; 간체자:图噜噶尔特山口; 정체자:圖嚕噶爾特山口 병음:túlūgáĕrtè shānkŏu; 키르키즈어:Торугарт; 러시아어:Перевал Торугарт) (해발 3,752m (12,310 피트)는 톈산산맥에 있는 키르기스스탄의 나린 지역과 중국의 신장 지역 사이의 국경길이다.
키르기스스탄 쪽에는 아름다운 풍경을 가진 "차트르 쿨"호수가 있다. 나린(Naryn) 그리고 비슈케크(Bishkek)으로 향하는 400km(250마일)길은 좁고, 심한 눈사태와 토석류 때문에 막히는 경우도 있다. 중국쪽에서는 국경에서 165km(103마일) 떨어진 곳에 카슈가르(Kashgar)가 있고, 1,630km(1,010마일) 떨어진 곳에는 우루무치(Urumqi)가 있다.
러시아와 중국은 1881년에 토루가르트 고개를 신설하였다. 1906년에 카스까지 연장되었으며, 1952년 토루가르트 고개는 신장과 키르기스스탄을 연결하는 주요 연결고리로서 이르케슈탐 패스(Irkeshtam Pass; 165km(103마일) 남서쪽에 있음)을 대체하게 되었다. 길은 1969년 중소국경분쟁으로 폐쇄되었다가, 1983년에 다시 열리게 되었다. 1995년 토루가르트 고개의 통관장은 해발 2,000m의 지역으로 이전하였으며, 카슈가르(Kashgar)까지 57km(35마일) 거리로 더 가까워졌다.
또한 중국과 중앙아시아 국가들은 우즈베키스탄의 페르가나 계곡(Fergana Valley)과 카슈가르(Kashgar)를 잇는 철도 건설을 고려하고 있다.

## 같이 보기
- 중화인민공화국의 지리